# The Legend of Zelda: Link's Awakening (jogo eletrônico de 2019)
The Legend of Zelda: Link's Awakening (ゼルダの伝説 夢をみる島, Zeruda no Densetsu: Yume o Miru Shima) é um jogo eletrônico de ação-aventura desenvolvido pela Grezzo e publicado pela Nintendo. É uma recriação do jogo homônimo de 1993 para o Game Boy, e foi lançado exclusivamente para Nintendo Switch em 20 de setembro de 2019. O jogo mantém a perspectiva e os elementos de jogabilidade de cima para baixo do título original, ao mesmo tempo que apresenta um estilo de arte "retro-moderno" exclusivo da série, com desenhos de personagens semelhantes a brinquedos e visuais de mudança de inclinação.

## Jogabilidade
The Legend of Zelda: Link's Awakening é um jogo eletrônico de ação-aventura com uma perspectiva de cima para baixo. Sua história é ambientada na Ilha Koholint, onde Link, o personagem do jogador, lava-se depois que seu navio é atingido por uma tempestade. Semelhante a outros jogos da série The Legend of Zelda, o jogador atravessa um mundo aberto com calabouços espalhados por toda parte, apresentando seções de resolução de quebra-cabeças e lutas com chefes. Em contraste com outros jogos top-down da série, Link's Awakening permite que o jogador salte sobre obstáculos e plataformas e também possui seções de plataformas de rolagem lateral.